# Javier Lamarque Cano
Carlos Javier Lamarque Cano (Ciudad Obregón, Sonora; 1 de agosto de 1953) es un sociólogo y político mexicano, actualmente miembro del partido Movimiento Regeneración Nacional (Morena) y anteriormente del Partido de la Revolución Democrática (PRD). Ha sido diputado federal por el Distrito 6 de Sonora. Actualmente ejerce como presidente municipal de Cajeme —cuya cabecera es Ciudad Obregón— siendo la tercera ocasión ante dicho cargo, ya que había ejercido durante el Trienio 1997 - 2000 y 2021 - 2024.

## Reseña biográfica
Javier Lamarque Cano es licenciado en Sociología egresado de la Universidad de Sonora. Militante histórico de la izquierda en su estado, fue miembro fundador del Partido de la Revolución Democrática.
En las elecciones de 1997 fue postulado candidato del PRD y electo Presidente municipal de Cajeme, el segundo municipio más importante del estado, ejerciendo dicha titularidad de ese año al de 2000. Hasta 2018 había sido el único alcalde izquierdista electo en dicho municipio.
En 2013 renunció al PRD y se unió a Morena, partido del que fue presidente estatal en Sonora y que en las elecciones de 2015 lo postuló como candidato a Gobernador, habiendo quedado en cuarto lugar, con el 2.80% de los votos.
En 2018 fue candidato a diputado federal por la coalición Juntos Haremos Historia, habiendo triunfado en la elección a la LXIV Legislatura en representación del Distrito 6 de Sonora. En la Cámara de Diputados es secretario de la comisión de Hacienda y Crédito Público; e integrante de las comisiones de Desarrollo y Conservación Rural, Agrícola y Autosuficiencia Alimentaria; y de Presupuesto y Cuenta Pública.
En las elecciones de 2021, resultó electo como presidente municipal de Cajeme. Siendo así la segunda vez que liderea el Municipio de Cajeme.